# 51 TCN
Năm 51 TCN là một năm trong lịch Julius. 